# Cricotopus baptistensis
Cricotopus baptistensis är en insektsart som beskrevs av Boesel 1983. Cricotopus baptistensis ingår i släktet Cricotopus, och familjen fjädermyggor.
Artens utbredningsområde är Ontario. Inga underarter finns listade i Catalogue of Life.